# Partit Socialdemòcrata Populista
El Partit Socialdemòcrata Populista (turc Sosyaldemokrat Halkçı Parti, SHP) fou un partit polític de Turquia d'ideologia socialdemòcrata, fundat el 1985 com a resultat de la fusió del Partit de la Socialdemocràcia (Sosyal Demokrasi Partisi, SODEP) d'Erdal İnönü i el Partit Populista (Halkçi Parti) d'Aydin Güven Gürkan, ambdós fundats el 1983 amb el retorn a la democràcia després del cop d'estat del 1980 a Turquia.

## Història
Després dels resultats a les eleccions locals turques de 1984 els dos partits havien decidir unificar les seves forces. El 1986 celebraren el seu primer congrés i Erdal İnönü fou nomenat secretari del partit i constituí el grup parlamentari amb 20 diputats que abandonaren el Partit Democràtic d'Esquerra.
A les eleccions legislatives turques de 1987 va aconseguir 99 diputats i a les eleccions locals de 1989 fou el partit més votat, assolint les alcaldies d'Istanbul, Izmir, Ankara i 39 capitals de província més. A les zones kurdes es va presentar en coalició amb el Partit Popular Laborista (Halkın Emek Partisi, HEP). El mateix any fou admès a la Internacional Socialista
A les eleccions legislatives turques de 1991 es presentà també amb el HEP i va ser el tercer partit més votat i formar part de la coalició de govern, de manera que Erdal İnönü fou nomenat viceprimer ministre. Però es produïren incidents quan Leyla Zana demanà fer el jurament de diputada en kurd, i després del newruz de 1992 es trencà la coalició amb el HEP, que fou prohibit. El 1993 Erdal İnönü es va retirar de la política i a les eleccions locals de 1994 el partit va perdre moltes posicions. Això va facilitar que el 1995 es fusionés amb el Partit Republicà del Poble.

## Resultats electorals

### Eleccions generals
| Elecció | Vots      | %     | Escons    |
| ------- | --------- | ----- | --------- |
| 1987    | 5.931.000 | 24,74 | 99 de 450 |
| 1991    | 5.066.571 | 20,75 | 88 de 450 |

### Eleccions locals
| Elecció | %     | Alcaldes |
| ------- | ----- | -------- |
| 1989    | 28,67 | 652      |
| 1991    | 13,53 | 436      |

## Secretaris generals
- Aydın Güven Gürkan 1985-1986
- Erdal İnönü 1986-1993
- Murat Karayalçın 1993-1995